# Amblysomus
Genre
Amblysomus est un genre de Mammifères de la famille des Chrysochloridae (taupes d'or). Cinq espèces en font partie, qui vivent toutes au sud de l'Afrique.

## Caractéristiques
Comme toutes les taupes d'or, les membres du genre Amblysomus ont une physionomie adaptée à leur mode de vie souterrain. Ils ressemblent à des taupes, avec lesquelles ils ne sont pourtant pas apparentés.

## Liste des espèces
Selon Catalogue of Life (26 juillet 2025) :
- Amblysomus corriae Thomas, 1905
- Amblysomus hottentotus (A. Smith, 1829)
- Amblysomus marleyi Roberts, 1931
- Amblysomus robustus Bronner, 2000
- Amblysomus septentrionalis Roberts, 1913